# Миролюбовка (Братский район)
Миролюбовка (укр. Миролюбівка) — село в Братском районе Николаевской области Украины.
Основано в 1922 году. Население по переписи 2001 года составляло 348 человек. Почтовый индекс — 55430. Телефонный код — 5131. Занимает площадь 0,917 км².

## Местный совет
55444, Николаевская обл., Братский р-н, с. Миролюбовка, ул. Щорса, 35